# Dora d'Ístria
Dora d'Ístria (Bucarest, Romania, 22 de gener de 1828– Florència, 17 de novembre de 1888) és el pseudònim de la duquessa Helena Koltsova-Massalskaya, també coneguda a Romania pel seu nom de naixement, Helena Ghica, que fou una intel·lectual i erudita, escriptora romàntica i activista feminista valaquiana de pares romanesos-albanesos.

## Biografia
Va nàixer a Bucarest al 1828, membre de la família Ghica, filla de Mihai Ghica i neboda del príncep regnant de Valàquia Gregori IV Ghica. Rebé una educació acurada que continuà a l'estranger: primer a Dresden, després a Viena i Venècia, i en acabant a Berlín, on donà una mostra del seu mestratge en grec antic al geògraf naturalista alemany Alexander Von Humboldt.
Tornà al seu país al 1849 i es casà amb el duc rus Alexander Koltsov-Massalski, esdevenint així la duquessa Helena Koltsova-Massalskaya. Va viure uns anys a Rússia, sobretot a Sant Petersburg, però mai compartí el nacionalisme rus del seu marit o els prejudicis de l'Església ortodoxa o del tribunal del despòtic emperador Nicolau I. Quan la seua salut es deteriorà pel clima rus, es traslladà amb el seu marit a l'Europa Central. Primer visqueren a Suïssa uns anys i després viatjaren a Grècia i Anatòlia. Finalment tornaren a Itàlia i visqueren en una vil·la de Florència, mentre a vegades viatjaven a França, Irlanda i Estats Units.
Al 1855 inicia la publicació dels seus llibres, sobretot en francés, sota el pseudònim de d'Ístria, tot i que edità algunes obres en què mostrava el seu domini del romanés, italià, alemany, francés, llatí, grec antic i modern, i rusHi mostra els seus interessos, centrats especialment en la relació entre religió i política després de la Revolució Francesa, la situació dels pobles balcànics i la de les dones a l'Europa occidental i l'Europa oriental. Hi són notoris el seu coneixement de temes científics, la seua mirada liberal en temes religiosos i polítics, així com el seu talent per a exposar els seus arguments. Tenia una mirada cosmopolita del món; intentà traslladar a l'Europa oriental el coneixement, recursos i tecnologia disponibles a l'Europa occidental i treballà en favor de l'emancipació de la dona. D'altra banda, sembla ser qui primer parlà dels gitanos i els estudis que va fer i publicar sobre poesia albanesa van contribuir a despertar el moviment nacionalista albanès.
A més d'escriure una quinzena de llibres, també va col·laborar amb la publicació de nombrosos articles en revistes importants a França, Romania, Itàlia o els Estats Units.

## La seva obra
El seu primer treball fou Vida monàstica a l'Església oriental (Brussel·les, 1855; 2a ed.: París, 1858), en què demanava abolir els ordes monàstics. Després Suïssa alemanya (Ginebra, 1856, 4 v.), una descripció de Suïssa i la seua població amb un passatge en què descriu l'ascensor a la muntanya Mönch.
En Les dones en l'Orient (Zuric, 1859, 2 v.) escrigué sobre l'emancipació de les dones en el Llevant; en Sobre dones, per una dona (2. ed., Brussel·les 1869, 2 v.) comparava la situació de les dones a l'Europa llatina amb les d'Alemanya i reclamava amb contundència la igualtat de tracte entre homes i dones. Abans havia publicat Excursions a Rumèlia i Morea (Zuric, 1863, 2 v.) defensant que l'Alemanya del s. XIX tenia la mateixa tasca civilitzadora que la Grècia antiga.
Entre les seues obres de narrativa hi ha Navegant als llacs suïssos (Ginebra, 1861), les novel·les Fylétia i Arbenoré prèj Kanekate laoshima (Livorno, 1867) i Gli Albanesi en Rumenia, una història de la seua família, els ducs de Ghica, del s. XVII al XIX (2. ed., Florència, 1873), i La poesia dels otomans (2. ed., París, 1877), així com molts textos d'història literària, poètica, temes socials, polítics i religiosos, d'història i art, publicats en reconegudes revistes franceses com Revue des deux mondes, Libre Recherche, Diritto, Antologia nuova, Rivista europea, a més de diverses revistes suïsses, gregues, romaneses i estatunidenques.
D'Ístria també era pintora. Fou membre d'algunes societats erudites, com l'Acadèmia Italiana; i fou nomenada ciutadana honorària pel Parlament hel·lènic i d'algunes ciutats italianes.
També era aficionada a l'alpinisme, fou una de les primeres dones que pujà al Mont Blanc l'1 de juny de 1860 i feu una descripció del seu ascens al Mönch en La Suisse allemande.

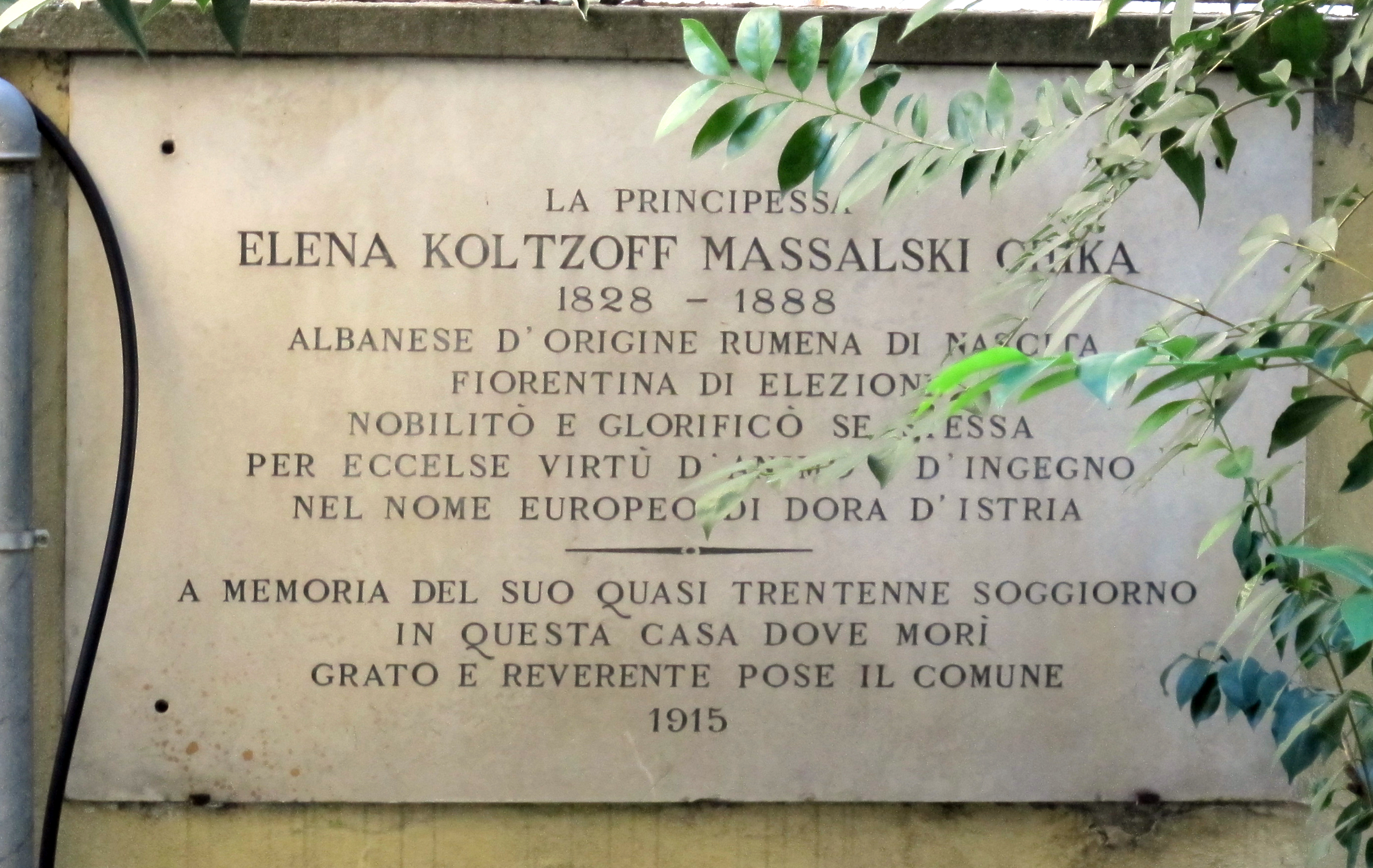
Una placa a casa seva, a Florència

## Llegat i memòria
La Cambra de Diputats grega, l'abril de 1868, la va nomenar «alta ciutadania [sic] de Grècia». Una plaça d'Estrasburg, així com un carrer i una escola de Tirana porten el seu nom.
A començaments del segle XX la seva figura s'ha redescobert i ha estat objecte de congressos a Florència (2008), o Tirana i Bucarest (2012). Se n'ha reeditat l'obra a Albània, i també a Sèrbia, Grècia o Turquia.

## Obra

### Algunes publicacions
- La vie monastique dans l'église orientale. Paris, 1855.
- La Suisse allemande, 1856.
- Les femmes en Orient. 1: La Peninsule orientale. Zuric, 1859.
- Les femmes en Orient. 2: La Russie. Zuric, 1860.
- Die deutsche Schweiz. Land, Volk und Geschichte. Zuric, 1860
- Au bord des lacs helvétiques (Żeglując po szwajcarskich jeziorach) 1861.
- Une rencontre de voyage. Souvenirs de la Suisse italienne. Paris: 1861.
- Excursions en Roumélie et en Morée. Zürich; Paris, 1863 (2 v.)
- Des femmes par une femme. Paris, 1865.
- Fylétia i Arberaré prèj Kanekate laoshima. En kethyeme ne Shkjipe Perèi D(imitri) C(amarda). Livorno, 1867.
- Gli Albanesi in Rumenia. Storia dei principi Ghika nei secoli XVII, XVIII et XIX. Firenze,1873.
- La poésie des Ottomans. Paris: 1877 (2ª ed.)